# Tahitiaans

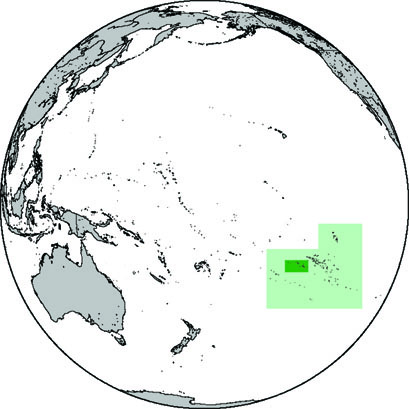
Gebied waar Tahitiaans gesproken wordt

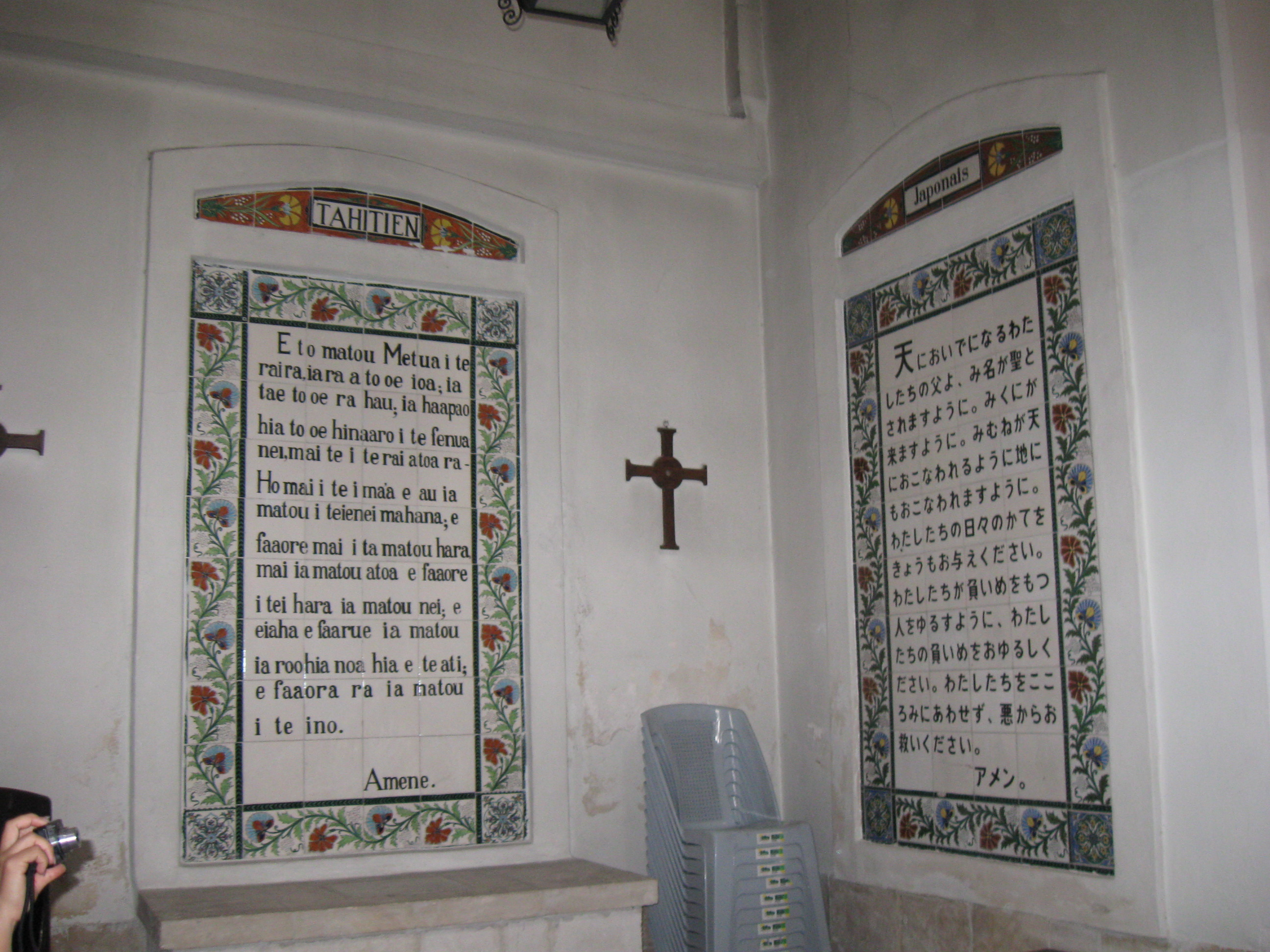
Links het Onzevader in het Tahitiaans met weglating van de meeste glottisslagen

Tahitiaans (Reo Tahiti) is een van de twee officiële talen die gesproken worden in Frans-Polynesië, waarvan Tahiti het bekendste eiland is. De andere officiële taal van Frans-Polynesië is Frans. Het Tahitiaans is nauw verwant aan het Rarotongaans, het Maori en het Hawaïaans.
Het Tahitiaans wordt vooral gesproken op de Genootschapseilanden, waar Tahiti deel van uitmaakt, op de Australeilanden en de Tuamotueilanden. Ook elders in Oceanië, tot Nieuw-Zeeland toe, wordt de taal gebruikt. Voor de meeste sprekers van de taal is het tegenwoordig hun tweede taal; Frans is gewoonlijk hun moedertaal. De taal functioneert vooral als handelstaal. Gedrukte of elektronische uitgaven in het Tahitiaans zijn zeldzaam. Tot in de 19e eeuw, dienovereenkomstig met andere Polynesische talen, werd de Tahitiaanse taal niet getranscribeerd, zo kende de taal alleen mondelinge overlevering.
Tahitiaans wordt algemeen gebruikt als lingua franca in Frans-Polynesië en telt in totaal ongeveer 125.000 sprekers.

## Status als bedreigde taal
Of een taal met uitsterven bedreigd wordt, hangt minder af van het aantal sprekers dan van de mechanismen die sprekers ertoe drijven hun kinderen in een andere, dominante taal op te voeden. Tahiti werd een Franse kolonie in 1884 en een overzees gebied in 1946. Hoewel er maar 15.000 moedertaalgebruikers van het Frans op het eiland wonen, was dat lange tijd de enige toegelaten taal voor het onderwijs en de administratie. Alleen in de godsdienst is het Tahitiaans doorheen de koloniale periode de dominante taal gebleven. Thans (2006) is Tahitiaans een keuzevak op school en er bestaan enkele immersiescholen. Aan de universiteit worden de meeste cursussen in het Tahitiaans gedoceerd. De twee televisiezenders RFO en TNTV zijn vooral Franstalig met enkele Tahitiaanse programma's. De presidenten Gaston Flosse en vooral Oscar Temaru streefden naar een algemener gebruik van het Tahitiaans in de administratie en andere gebieden.

## Klankenstelsel en alfabet
Tahitiaans telt negen medeklinkers, waarvan er acht ongeveer overeenkomen met de Nederlandse klanken [f], [h], [m], [n], [p], [r], [t] en [v], naast de glottisslag die gewoonlijk als een weglatingsteken (') wordt gespeld. De tien klinkers zijn [a], [e], [i], [o] en [u] (de Nederlandse oe) telkens in een korte en een lange versie; de lange versie wordt gespeld met een macron, een horizontaal streepje boven de letter. Alle lettergrepen zijn open: ze eindigen op een klinker.

## Grammatica
De structuur van het Tahitiaans is erg verschillend van die van Indo-Europese talen zoals het Nederlands, het Engels en het Frans; de oudste verhandelingen over Tahitiaanse grammatica dateren uit de 19de eeuw en zijn geschreven door Engelsen en Fransen, vaak missionarissen met een talent voor talen maar zonder linguistieke vorming. Pas door recenter onderzoek zijn de structuurkenmerken van het Tahitiaans in een objectiever licht geplaatst:
- multifunctionele lexemen: geen strikt onderscheid tussen naamwoorden en werkwoorden; hetzelfde lexeem treedt op als werkwoord of als zelfstandig of bijvoeglijk naamwoord naargelang van de aanwezigheid van partikels
- onveranderlijke woorden: geen grammaticale verbuiging of vervoeging
- belang van het onderscheid tussen handelen en ondergaan (i.t.t. bijvoorbeeld het onderscheid tussen transitieve en intransitieve werkwoorden), wat het Tahitiaans doet aanleunen bij de ergatieve talen
- veelvuldig gebruik van parataxis (waarbij het voor Europeanen verleidelijk is een bijwoordelijke bepaling ten onrechte te interpreteren als voegwoord)